# Cosmoscarta innominata
Cosmoscarta innominata är en insektsart som beskrevs av Schmidt 1910. Cosmoscarta innominata ingår i släktet Cosmoscarta och familjen spottstritar. Inga underarter finns listade i Catalogue of Life.